# Брайсон (Техас)
Брайсон (англ. Bryson) — місто (англ. city) в США, в окрузі Джек штату Техас. Населення — 430 осіб (2020).

## Географія
Брайсон розташований за координатами 33°9′56″ пн. ш. 98°23′20″ зх. д. / 33.16556° пн. ш. 98.38889° зх. д. (33.165636, -98.388799).  За даними Бюро перепису населення США в 2010 році місто мало площу 3,69 км², з яких 3,41 км² — суходіл та 0,28 км² — водойми.

## Демографія
Згідно з переписом 2010 року, у місті мешкало 539 осіб у 209 домогосподарствах у складі 146 родин. Густота населення становила 146 осіб/км².  Було 255 помешкань (69/км²).
Расовий склад населення:
| - 90,7 % — білих - 1,3 % — чорних або афроамериканців - 0,6 % — корінних американців - 0,2 % — вихідців з тихоокеанських островів - 3,7 % — осіб інших рас |

До двох чи більше рас належало 3,5 %. Частка іспаномовних становила 9,5 % від усіх жителів.
За віковим діапазоном населення розподілялося таким чином: 29,3 % — особи молодші 18 років, 57,2 % — особи у віці 18—64 років, 13,5 % — особи у віці 65 років та старші. Медіана віку мешканця становила 35,6 року. На 100 осіб жіночої статі у місті припадало 92,5 чоловіків;  на 100 жінок у віці від 18 років та старших — 91,5 чоловіків також старших 18 років.
Середній дохід на одне домашнє господарство  становив 36 870 доларів США (медіана — 28 750), а середній дохід на одну сім'ю — 46 627 доларів (медіана — 41 125). Медіана доходів становила 51 667 доларів для чоловіків та 24 792 долари для жінок. За межею бідності перебувало 30,0 % осіб, у тому числі 34,7 % дітей у віці до 18 років та 11,5 % осіб у віці 65 років та старших.
Цивільне працевлаштоване населення становило 144 особи. Основні галузі зайнятості: сільське господарство, лісництво, риболовля — 28,5 %, роздрібна торгівля — 18,1 %, мистецтво, розваги та відпочинок — 15,3 %.